# Députation du Général du royaume de Valence
Pour pour l'institution contemporaine, voir Généralité valencienne.

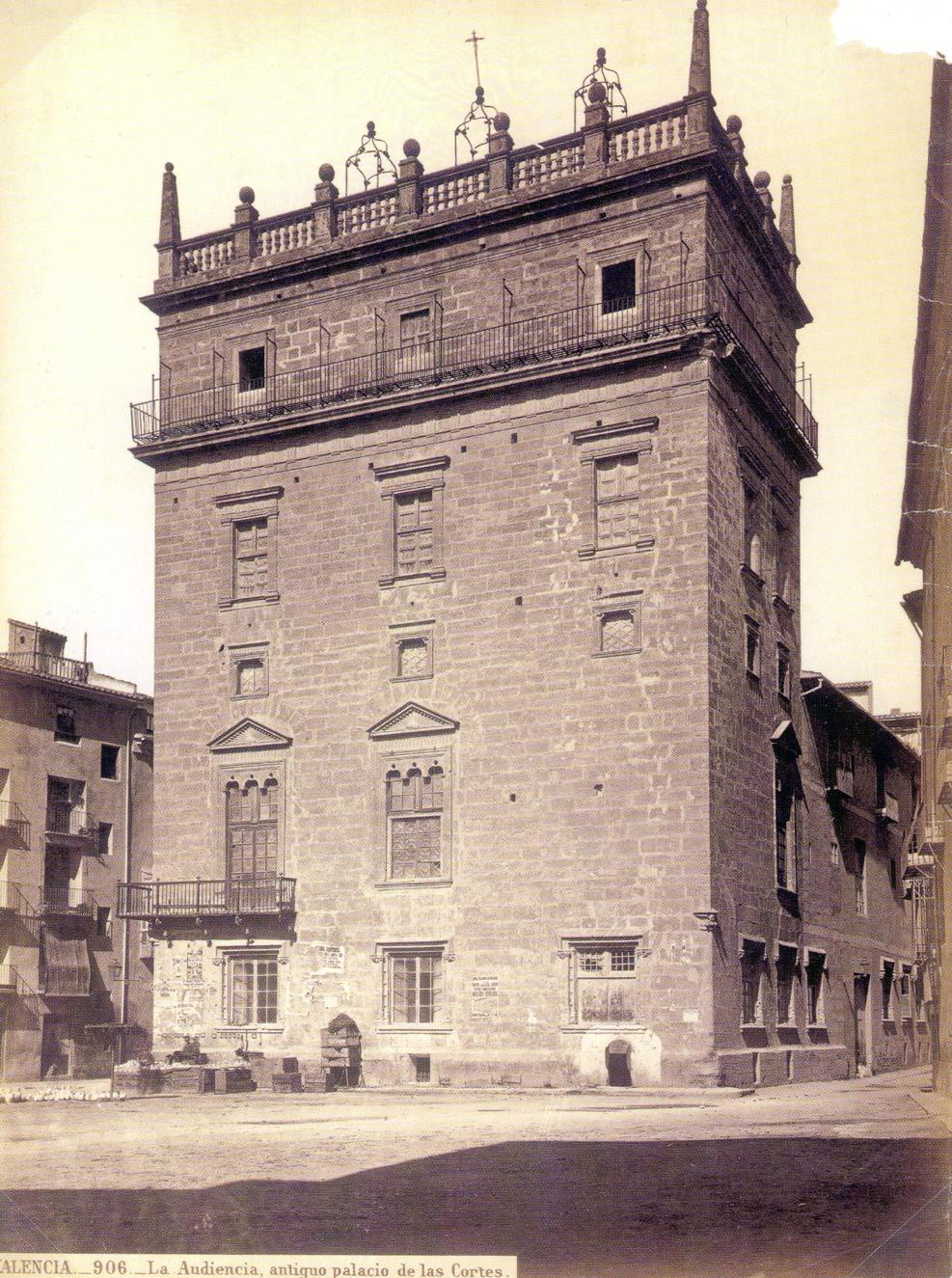
Maison de la députation du Général du royaume de Valence (actuel palais de la Généralité valencienne) sur une photo datant de 1870.

La  députation du Général du royaume de Valence (en catalan : Diputació del General del Regne de València) est une institution du royaume de Valence fondée en 1363 en tant que commission déléguée des Cortes du royaume. Elle s'appelait ainsi car elle représentait le « Général du Royaume de Valence », terme apparu après les Cortes de 1329-1330 pour désigner la communauté politique formée par les trois ordres ou bras (ecclésiastique, noble et royal).
Créée pour administrer l'impôt appelé généralités (es), elle était pour cette raison également connue sous le nom de « Généralité » (Generalitat). C'est en 1418 qu'elle fut constituée administrativement et devint un organisme permanent. Elle était composée de six députés, deux pour chaque bras du royaume, assistés d'une série d'officiers : clavaris, administrateurs, comptables, etc.,

## Précédents
L'accord atteint aux Cortes de 1329-1330 qui mit fin au conflit foral, établissant définitivement que les fors de Valence constituaient la loi générale du royaume de Valence, donna lieu immédiatement à l'usage du terme de « Général du royaume de Valence » pour désigner la communauté politique formée par les trois ordres. C'est le terme utilisé, par exemple, par les représentants des villes royales lors d'une réunion tenue en 1332 avec le roi Alphonse IV, au cours de laquelle ils discutèrent de questions «tocants lo bon estament de tot lo General del regne» (« concernant le bon état de tout le Général du royaume »).
Précisément, « les Cortes de 1329-1330 furent le théâtre de la première donation générale accordée globalement par tout le royaume, puisque celles des assemblées parlementaires précédentes avaient presque toujours été une affaire exclusive des noyaux royaux, étant donné que les autres ordres (estaments), en particulier le nobiliaire, refusaient de contribuer aux dépenses de la Couronne. [...] De plus, c'était une donation qui devait être payée six ans durant au moyen de tributs indirects imposés sur tout le territoire et collectés par une commission interordre composée de deux nobles, deux ecclésiastiques, deux citoyens et deux hommes de ville (villa) [...] de sorte qu'au concept politique de Général s'ajouta à une tâche effective : la collecte et la gestion de ressources fiscales. »
En 1340, une commission réunissant les trois ordres fut à nouveau constituée, avec la même composition que celle de 1330, pour recueillir la donation générale accordée pour financer l'aide militaire que Pierre IV d'Aragon (« le Cérémonieux ») apporta à Alphonse XI de Castille pour l'aider dans sa lutte (en) contre le sultanat mérinide pour le contrôle du détroit de Gibraltar. La donation fut approuvée dans un parlement réuni en mai 1340 et à cette occasion huit comptadors (« comptables ») furent également nommés pour s'assurer que l'argent collecté était effectivement destiné à la campagne contre les musulmans et non à d'autres affaires. On convint également que deux prohoms (es) (« dignitaires ») valenciens accompagneraient le roi en Catalogne pour s'assurer que la principauté apportait une contribution similaire «e que tots siam uns a la defensió de la terra» (« et que nous soyons tous unis dans la défense de la terre »). Aux Cortes de 1342, tenues pendant la préparation de la campagne de Pierre le Cérémonieux contre Jacques III de Majorque, on décida que la commission possèderait des biens au nom du Général, comme les galères qui furent armées pour les expéditions aux îles et rapporter le butin, antécédent direct de la députation du Général Diputació del General qui serait constituée une vingtaine d'années plus tard.
Aux Cortes de 1358, en échange du paiement de la solde de cinq cents hommes à cheval pendant deux ans (pour garder les frontières du royaume menacé par Pierre Ier de Castille, pendant le conflit qui opposait les couronnes de Castille et d'Aragon), le Cérémonieux fut contraint de répondre aux demandes des bras, qui donnèrent lieu à douze nouvelles fors, «ab acort, consell e exprés consentiment» (« avec accord, avis et consentement exprès ») de tous les assistants. Cependant, l'argent ne fut pas collecté conjointement comme cela s'était produit en 1330 et 1340, chaque bras collectant séparément le montant qui lui échoyait. Toutefois, l'année suivante, pressé par la menace d'invasion du royaume d'Aragon par le roi de Castille, le Cérémonieux demanda davantage de ressources et les ordres valenciens célébrèrent un parlement en urgence. La situation du monarque était si difficile qu'il accepta que l'argent versé soit contrôlé par les ordres jusqu'à la dernière pièce, ce qui constituait un changement capital. Concrètement, un accord a été conclu avec l'ordre ecclésiastique et l'ordre royal, qui désignèrent chacun un député — Bernat Ordi et Arnau de Valleriola respectivement —, ceux-ci étant chargés non seulement de collecter l'argent mais aussi de l'administrer au nom du royaume.
Aux Cortes de 1360, un pas supplémentaire fut franchi puisque non seulement les ordres obtinrent les pleins pouvoirs pour gérer de manière autonome les fonds promis (dans des circonstances où le royaume de Valence se voyait envahi par la Castille par l'intérieur et par le sud), mais ils seraient également chargés de réalisés le recrutement des cinq cents hommes à cheval convenus, composés de préférence de natifs du royaume ; de plus, à la fin de l'administration de la donation, ils n'auraient pas à rendre compte au roi mais «tan solament al General o deputats per aquell» (« seulement au Général ou [aux] députés pour celui-ci »). Cependant, à cette occasion, en raison de désaccords entre les ordres, ils ne nommèrent pas de députés mais plutôt des administrateurs provisoires qui gérèrent la donation.

## Constitution

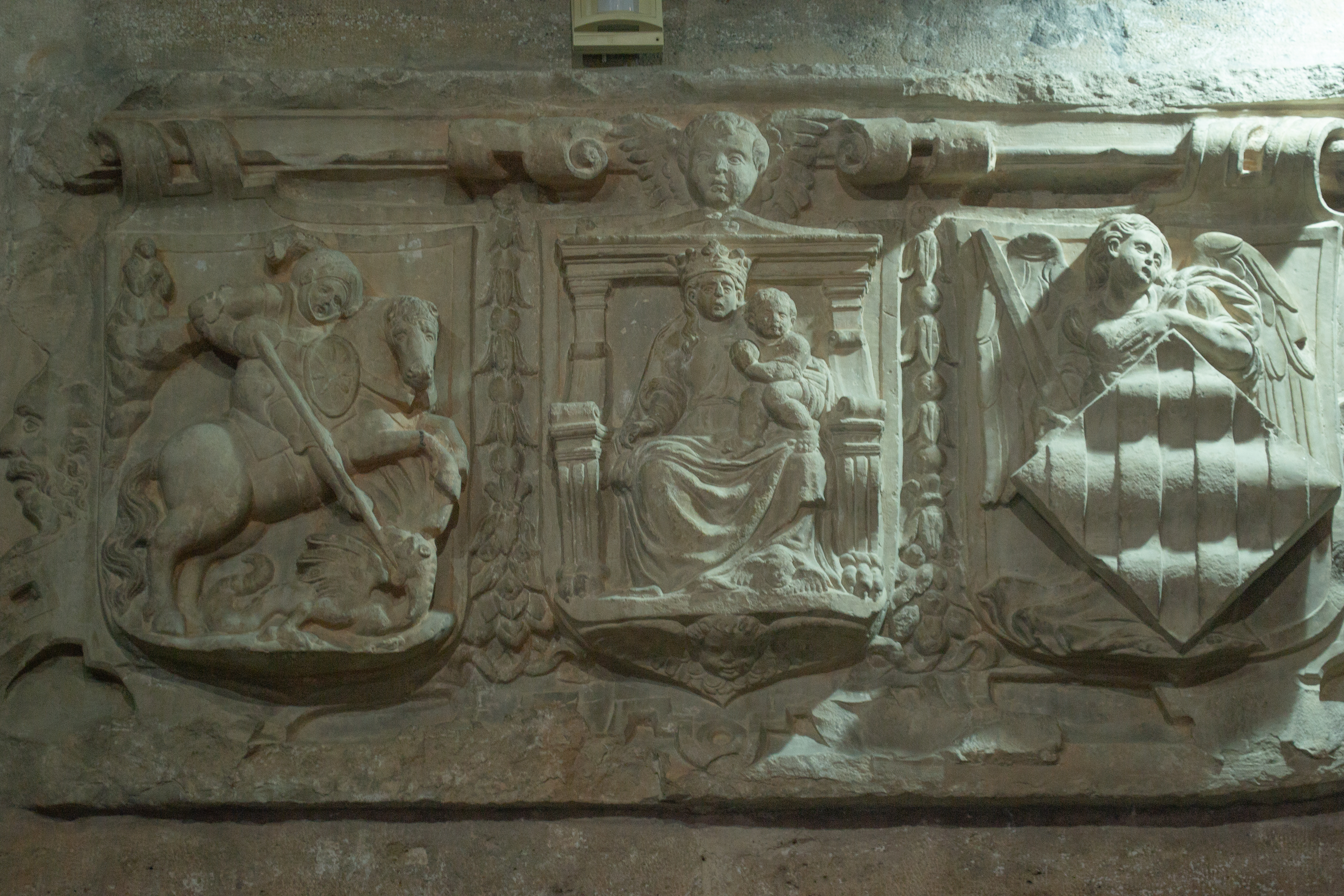
Bas-relief du palais de la Generalitat avec les emblèmes de chacune des trois ordres (estaments) ou bras (braços). De gauche à droite : Saint Georges, du bras militaire ou noble ; la Vierge Marie tenant l'Enfant, pour l'ecclésiastique ; et l'Ange Gardien avec le blason à quatre barres, du bras royal.

C'est lors des Cortes suivantes, tenues à Monzón en 1362-1363 (où se réunirent également les Cortes d'Aragon et celles de Catalogne), que fut véritablement constituée la députation du Général. Cette fois encore, la situation du roi Pierre le Cérémonieux était critique (Pierre Ier de Castille avait brusquement rompu l'accord de paix conclu en 1361, la paix de Deza-Terrer, et avait lancé une attaque virulente contre les royaumes d'Aragon et de Valence, alors qu'une importante épidémie de peste noire ravageait la Péninsule ; Pierre le Cérémonieux avait averti dans un discours aux trois assemblées réunies pour l'occasion du danger que «ço que havem juntat a conquerir D anys perdam en XV dies» (« ce que nous avons rassemblé en cinq cents ans, nous pouvons le perdre en quinze jours ») et il dut accepter toutes les conditions que lui imposaient les représentants des ordres en échange du paiement d'une somme d'argent exorbitante.
Comme cela avait déjà été convenu au parlement de 1359, ce seraient les députés nommés par les ordres qui gèreraient de manière autonome l'argent collecté, mais une nouveauté fut ajoutée : une partie de la subvention accordée serait payée par un nouvel impôt, les généralités (es), taxes sur la production textile et le commerce extérieur que chacun devait payer, indépendamment de son statut social ou de l'ordre auquel il appartenait. C'est cet impôt qui finit par donner le nom de Generalitat à la députation du Général elle-même, « qui dès lors se consolida comme l'organisme de gestion des donations versées au roi par l'ensemble du territoire. »
La structure administrative de la députation du Général fut fixée en 1404, bien que toujours sur une base temporaire, et ce n'est qu'à partir de 1418 qu'elle devint une institution permanente (avec diverses réformes ultérieures, en 1419, 1439, 1510, etc.).

## Fonctions
Les fonctions de la députation du Général ou Généralité outrepassèrent la sphère strictement économique pour prendre peu à peu une dimension politique, ce qui dans un premier temps provoqua une confrontation avec la ville de Valence, étant donné que ses dirigeants – les jurats  – estimaient que cela pouvait leur retirer de l'importance et de l'influence dans le royaume. La ville n'obtint pas sa dissolution, mais à partir de 1422, les quatre jurats du bras royal occupèrent les postes de député, clavari (chargé de la trésorerie), administrateur et comptable de l'institution.

## Fonctionnement
Conformément à ce qui avait été conclu aux Cortès de 1418, qui avaient définitivement régulé l'institution, ses membres étaient renouvelés tous les trois ans sans attendre la réunion des nouvelles Cortes, les députés dont le mandat expirait désignant eux-mêmes leurs remplaçants. Cependant, pour contrôler l'institution, le roi imposa en 1424 que les deux députés du bras royal soient deux jurés de la ville de Valence, étant donné qu'il contrôlait leur nomination depuis l'introduction du système de la ceda, ce qui garantissait qu'ils fussent des hommes de confiance du roi. À la fin du XVe siècle, le roi Ferdinand II ne prit même pas la peine de trouver les moyens de continuer à contrôler l'institution, il abolit simplement le système électoral et nomma des officiers royaux pour occuper ces postes. Plus tard, il établit le tirage au sort comme mode de désignation des deux députés du bras nobiliaire et une rotation rigide entre les villes — sans inclure la capitale — pour occuper les postes de députés du bras royal. En raison du contrôle que la monarchie exerçait sur l'institution, la Généralité valencienne avait moins de poids politique que son homologue catalane (es) et une moindre capacité à s'opposer aux volontés du roi. Les députés valenciens le reconnurent eux-mêmes  en 1624 lorsqu'ils déclarèrent que «nosaltres en este regne no tenim la plenitud de poder que los deputats de Catalunya i Aragó» (« nous dans  ce royaume n'avons pas la plénitude de pouvoir des députés de Catalogne et d'Aragon »).